# Gare de Cenon
Gare de Cenon – stacja kolejowa w miejscowości Cenon, w departamencie Żyronda, w regionie Nowa Akwitania, we Francji. Jest zarządzana przez SNCF i obsługiwana przez pociągi TER Nouvelle-Aquitaine. 

## Położenie
Znajduje się na linii Paryż – Bordeaux, na km 579,950 między stacjami Bassens i Bordeaux Saint-Jean, na wysokości 11 m n.p.m.

## Linie kolejowe
- Linia Paryż – Bordeaux
- Linia Chartres – Bordeaux